# Cape St. George
Cape St. George är en udde i Kanada.   Den ligger i provinsen Newfoundland och Labrador, i den östra delen av landet, 1 300 km öster om huvudstaden Ottawa.
Terrängen inåt land är huvudsakligen kuperad, men österut är den platt. Havet är nära Cape St. George åt sydväst. Trakten är glest befolkad. 